# Otto Lins-Morstadt
Rudolf Wilhelm Otto Adolf Theo Lins-Morstadt (* 28. Mai 1889 in Iserlohn; † 15. September 1962 in Asunción, Paraguay) war ein deutscher Stummfilmregisseur und Schauspieler.

## Leben und Wirken
Otto Lins-Morstadt war der Sohn von Carl Lins (1854–1940) und dessen Ehefrau Clara, geborene Morstadt (1855–1939). In erster Ehe war er mit der jüdischen Schauspielerin Ethel Schwimmer verheiratet, in zweiter mit der Schauspielerin Editha Camphausen. 1927 heiratete er in Berlin Charlotte Lentz geb. Recke (1895–1974), die als Filmproduzentin tätig war (Mädchenhandel). Aus der Ehe ging der US-Army-Oberstleutnant (Lieutenant Colonel) und Maler Juan Joaquin Lins-Morstadt (1929–2015) hervor.
Im August 1917 gründete er die Mercedes Film GmbH (1917–1927) als Nachfolgefirma der Lichtspiele Georg Wilhelm GmbH.
Nach dem Zweiten Weltkrieg lebte Lins-Morstadt in Paraguay, wo er auch als Autor tätig war.

## Filmografie (Auswahl)

### Regie
- 1917: Erzlumpen
- 1918: Totenkopfreiter (Darsteller, Drehbuch zusammen mit August von Mackensen, Produzent)
- 1918: Das Mysterium des Kleinods oder Der Geisterspuk auf Schloß Diesterberg (auch Produzent)
- 1921: Die Geier der Goldgruben (auch Darsteller)

### Darsteller
- 1916: John Rool (R: Rudolf Meinert)
- 1917: Der Jubiläumspreis (R: Alwin Neuss)
- 1918: Lejah (O: Der Stein des Schicksals; R: Iwa Raffay)

## Veröffentlichungen (Auswahl)
- Ein neues Werkzeug[Anm. 1] ist geschmiedet; In: Völkischer Beobachter, 9. August 1936
- República del Paraguay: Handbuch für Einwanderer, Schröder, Stuttgart, 1950[6]
- Quebracho im Chaco; In: Sudamerica: Revista Trimestral en idioma aleman en Sudamerica, Ausg. 4/7, April–Juni 1957, S. 305–312[7]
- Die grösste Brücke Südamerikas; In: Sudamerica: Revista Trimestral en idioma aleman en Sudamerica, Ausg. 4/9, April–Juni 1959, S. 298–300[8]